# Прогресс (Гулькевичский район)
Прогресс — хутор в Гулькевичском районе Краснодарского края России. Входит в состав Отрадо-Кубанского сельского поселения.

## Население
| 2002 | 2010 |
| ---- | ---- |
| 174  | ↘127 |

## Улицы
- ул. Молодёжная
- ул. Новая[5].